# 彭啟豐

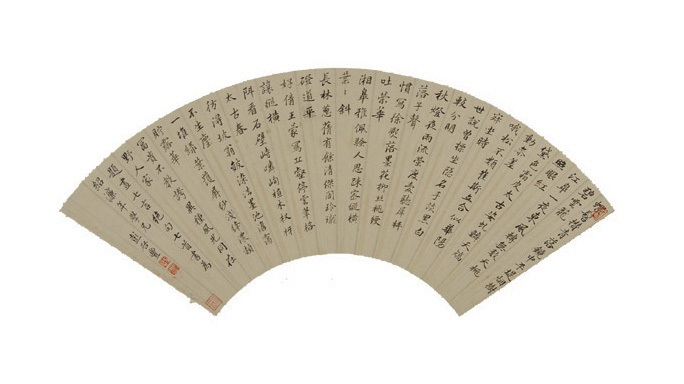
彭启丰行书七言诗扇页，现藏苏州博物馆

彭啟豐（1701年—1784年），字翰文，號芝庭，江南蘇州府長洲縣人，祖籍江西臨江府清江縣（今樟樹市），清朝政治人物、狀元。

## 生平
雍正四年（1726年）丙午科江南鄉試舉人，五年（1727年）中式丁未科會試第一名（會元），一甲第一名進士（狀元）。授翰林院修撰，充南書房行走、日講起居注官，十三年（1735年）升左春坊左中允，乾隆三年（1738年）升翰林院侍講，五年（1740年）升左春坊左庶子，七年（1742年）升通政使司通政使、浙江學政，十五年（1750年）升吏部右侍郎，十八年（1753年）調兵部左侍郎，二十年（1755年）乞終養母親獲准，二十六年（1761年）復任吏部右侍郎，二十七年（1762年）任都察院左都御史，二十八年（1763年）升兵部尚書，數次被乾隆帝斥責，三十一年（1766年）因奏對不實謫兵部左侍郎，三十三年（1768年）以原品休致，四十一年（1776年）乾隆帝東巡時迎駕，予兵部尚書銜。四十九年（1784年）卒。其生前詩詞文章由其子彭紹升及弟子王芑孫等輯錄為《芝庭先生集》十八卷。

## 家庭
夫人為長洲宋氏宋匡業女，內弟宋宗元。有子彭紹觀、彭紹升等、孫彭希濂等、曾孫彭蘊章等。長女嫁莊培因；次女早逝；三女嫁婁關蔣氏蔣文瀾六房孫蔣煇（字廷宣，號香岑，1736-1803）。

## 延伸阅读
[在维基数据编辑]
 《清史稿·卷304》，出自趙爾巽《清史稿》
 在维基共享资源阅览影像